# Vsivdoma
VSIVDOMA — український музичний гурт, створений у Києві в 2021 році. Колектив працює в жанрі поп-рок, інді-рок, альтернативний рок.

## Історія

### Початок
Гурт розпочав свою творчість 1 березня 2021 року у місті Київ. Засновниками колективу стали Ігор Парфелюк та Антон Цвілий.

### 2021—2022
У 2021 році гурт випустив свою дебютну пісню «Дощ». Над нею Ігор та Антон працювали вдвох. Ігор Парфелюк займався написанням текстів та мелодій, Антон Цвілий працював над фінальним звучанням. Запис композиції та створення музики відбувалися на домашній студії. Після релізу хлопці вперше з'явилися в ефірі  «Громадського Інтерактивного Телебачення», «12 канал»та «Еко ТВ». Також в цей період колектив долучається до мистецьких подій в місті Київ, де виступає акустично у складі Ігоря Парфелюка (вокал, фортепіано) та Антона Цвілого (кахон).

### 2022 рік
У лютому 2022 році, з початком повномасштабного вторгнення Росії в Україну гурт почав працювати дистанційно. В цей період вийшли пісні «По колу», «Дихай» та «Чуєш?». У травні 2022 року колектив випустив свій перший відеокліп на пісню «Дихай». Зйомки відбувалися на Волині, де в той момент перебував Ігор Парфелюк. Сама ж пісня стала єдиною, яка була написана повністю дистанційно.
Пізніше, у жовтні того ж року вийшов відеокліп на пісню «Чуєш?»

### Розширення складу гурту, 2022
Восени 2022 року до складу гурту долучилися Максим Боровік (гітара), Сергій Тертичний (бас-гітара) та Максим Кисельов (барабани). Антон Цвілий став менеджером та саундпродюсером гурту. Також учасник колективу Павло Прижегодський (гітара) перебуває в лавах ЗСУ.
4 грудня 2022 року гурт вперше виступає повним складом.

### Розширення аудиторії, 2023
У січні 2023 року мережею шириться фрагмент пісні гурту VSIVDOMA «Бо ти є Відьма». Пісня швидко набирає популярності в соціальних мережах.
20 січня гурт випускає студійну версію пісні «Відьма». Трек потрапляє в Топ-15 на YouTube Music та Топ-50 Apple Music.  Згодом VSIVDOMA разом з гуртом KOLABA випустили ремікс-версію цієї пісні. Станом на вересень 2023 року пісня набрала понад 12 мільйонів прослуховувань на YouTube. 
Вже у липні 2023 року вийшли пісня та відео-кліп на пісню «Просто друзі». А у вересні цього року VSIVDOMA стали учасниками проєкту «МУЗ.РЕДАКЦІЯ» від «Наше Радіо».

## Склад
- Ігор Парфелюк — вокал та клавішні
- Сергій Тертичний — бас-гітара
- Максим Кисельов — ударні
- Максим Боровік — гітара
- Антон Цвілий — менеджер, саудпродюсер

## Дискографія
- 2021 — «Дощ»
- 2022 — «По колу»
- 2022 — «Дихай»
- 2022 — «Чуєш?»
- 2023 — «Відьма»
- 2023 — «Просто друзі»